# Ciao Enrica
Ciao Enrica è stato un programma televisivo italiano di genere talk show e varietà, condotto da Enrica Bonaccorti e trasmesso da Canale 5 dal 28 settembre 1987 al 1º gennaio 1988, dal lunedì al venerdì, dalle 18 alle 20.

## Il programma
Si trattava di un programma preserale voluto da Pippo Baudo, all'epoca direttore artistico della rete, in luogo di Studio 5, trasmissione in onda nella stagione precedente nel medesimo orario con la conduzione di Marco Columbro e Roberta Termali.
La trasmissione alternava momenti di interviste a personaggi dello spettacolo e della politica, momenti interattivi con il pubblico da casa che poneva le sue domande alla conduttrice e spazi musicali.
La sigla iniziale, intitolata anch'essa Ciao Enrica, era realizzata da Alfredo Papa, e pubblicata come lato B del singolo Quanto costa sognare di Sandra Mondaini (nei panni di Sbirulino).

### Accoglienza
La trasmissione, il cui titolo iniziale era Ciao America, non riscosse il successo sperato, ottenendo un ascolto medio di un milione e 800.000 spettatori e perdendo la sfida contro il diretto competitor in onda su Rai 1, Ieri, Goggi e domani, condotto da Loretta Goggi. Per questo motivo, si decise di sospendere la trasmissione con l’ultima puntata trasmessa il 1º gennaio 1988.
Si trattava del primo programma condotto su Canale 5 dalla Bonaccorti, che era passata sulle reti Fininvest nell'estate di quell'anno, lasciando Rai 1 dove nelle stagioni precedenti si era affermata grazie a Italia sera e Pronto, chi gioca?.